# Askellia
 Askellia  W.A.Weber, 1984 è un genere di piante angiosperme dicotiledoni della famiglia delle Asteraceae.

## Etimologia
Il nome del genere (Askellia) è stato dato in onore di Áskell Löve (1916-1994), botanico sistematico islandese, uno dei fondatori del progetto Flora Europaea e con un particolare interesse per i numeri dei cromosomi delle piante.
Il nome scientifico del genere è stato definito per la prima volta dal botanico William Alfred Weber (1918-2020) nella pubblicazione " Phytologia; Designed to Expedite Botanical Publication. New York" (  Phytologia 55(1): 6, nom. nov.) del 1984.

## Descrizione

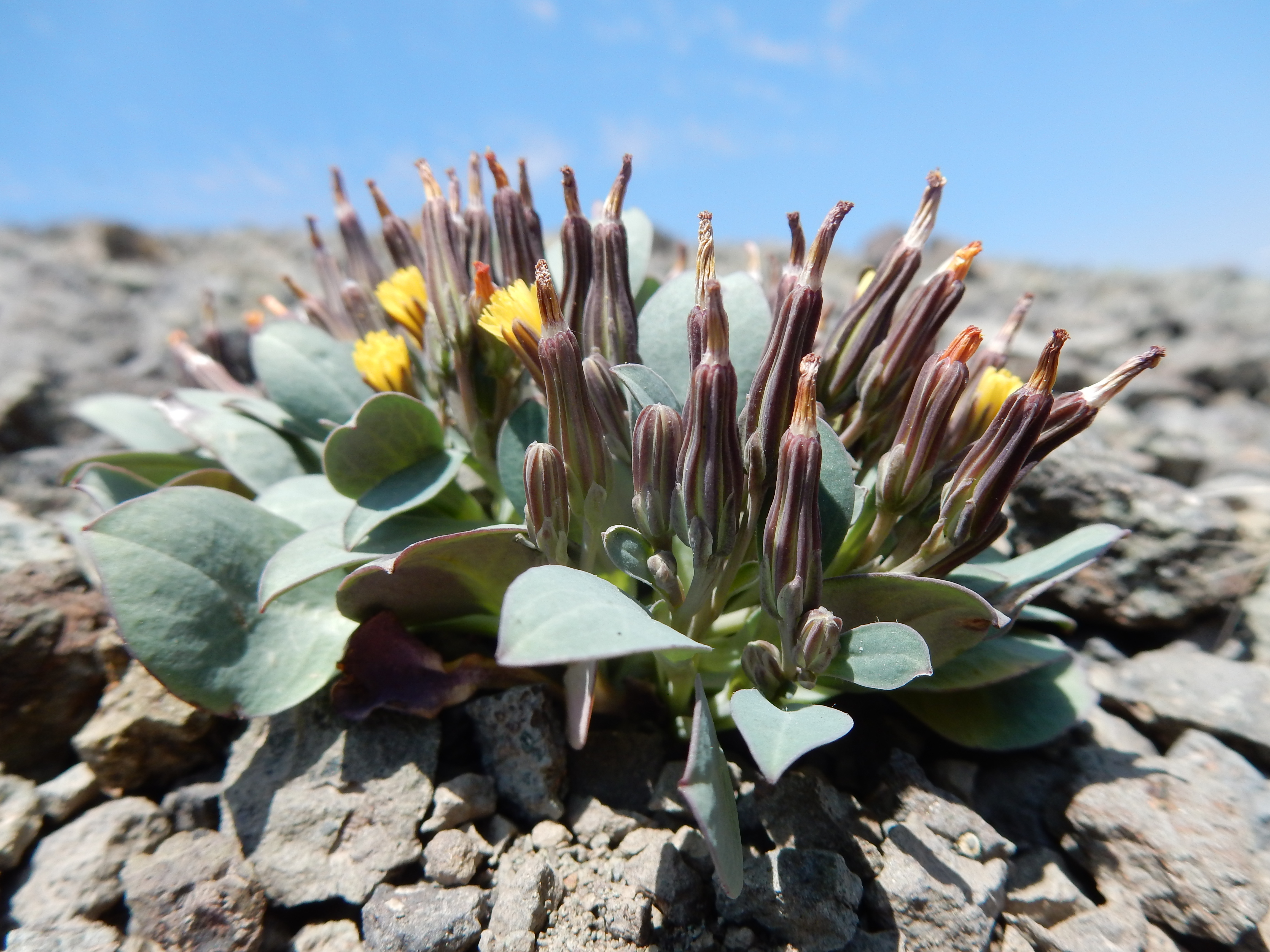
Il portamento
Askellia pygmaea

Habitus. Le specie di questo gruppo sono piante perenni non molto alte (spesso delicate) con abbondante latice amaro. In genere hanno un habitus di tipo rosulato.
Fusto. Gli scapi fiorali sono bassi, afilli o ramificati alla base; possono originare direttamente dal rizoma. Le radici in genere sono di tipo fittonante (il fittone è slanciato con radici laterali portatrici di germogli).
Foglie. Le foglie formano delle rosette radicali con lamine quasi sempre intere o dentate oppure (raramente) roncinato-pennatofide. Il contorno della lamina varia da orbicolare a obovato-spatolato. Le foglie lungo il caule sono disposte in modo alterno e spesso sono abbraccianti il caule stesso.
Infiorescenza. L'infiorescenza è composta da pochi capolini terminali e solitari. I capolini, solamente di tipo ligulifloro, sono formati da un involucro composto da diverse brattee (o squame) all'interno delle quali un ricettacolo fa da base ai fiori ligulati. L'involucro ha una forma snella strettamente cilindrica ed è formato da due serie di brattee. Solitamente le due serie di brattee non sono uguali: la serie interna è lunga con forme lineari-lanceolate, mentre quella esterna è breve (1/4 o 1/3 di quella interna); raramente le brattee sono connate alla base. Il ricettacolo è piano e nudo (senza pagliette a protezione della base dei fiori).
Fiori. I fiori (da 5 a 15 per capolino), tutti ligulati, sono tetra-ciclici (ossia sono presenti 4 verticilli: calice – corolla – androceo – gineceo) e pentameri (ogni verticillo ha in genere 5 elementi). I fiori sono ermafroditi, fertili e zigomorfi.
- Formula fiorale:

*/x K {\displaystyle \infty }, [C (5), A (5)], G 2 (infero), achenio
- Calice: i sepali del calice sono ridotti ad una coroncina di squame.
- Corolla: le corolle sono formate da una ligula terminante con 5 denti; il colore in genere è giallo o (raramente) rosso o violaceo pallido; la superficie può essere sia pubescente che glabra.
- Androceo: gli stami sono 5 con filamenti liberi e distinti, mentre le antere sono saldate in un manicotto (o tubo) circondante lo stilo.[11] Le antere alla base sono prive di codette. Il polline è tricolporato.[12]
- Gineceo: lo stilo è filiforme. Gli stigmi dello stilo sono due divergenti e ricurvi con la superficie stigmatica posizionata internamente (vicino alla base).[13] L'ovario è infero uniloculare formato da 2 carpelli.

Frutti. I frutti sono degli acheni con pappo. Gli acheni, colorati di marrone chiaro, sottili e 10-costati, troncati apicalmente (o con un corto becco), sono glabri ed hanno delle forme da rotonde a fusiformi (raramente sono compressi). Il pappo è setoloso (setole scabre/barbate) caduco o persistente.

## Biologia
- Impollinazione: l'impollinazione avviene tramite insetti (impollinazione entomogama tramite farfalle diurne e notturne).
- Riproduzione: la fecondazione avviene fondamentalmente tramite l'impollinazione dei fiori (vedi sopra).
- Dispersione: i semi (gli acheni) cadendo a terra sono successivamente dispersi soprattutto da insetti tipo formiche (disseminazione mirmecoria). In questo tipo di piante avviene anche un altro tipo di dispersione: zoocoria. Infatti gli uncini delle brattee dell'involucro si agganciano ai peli degli animali di passaggio disperdendo così anche su lunghe distanze i semi della pianta.

## Distribuzione e habitat
La distribuzione è relativa all'Asia orientale e Nord America occidentale.

## Tassonomia
La famiglia di appartenenza di questa voce (Asteraceae o Compositae, nomen conservandum) probabilmente originaria del Sud America, è la più numerosa del mondo vegetale, comprende oltre 23.000 specie distribuite su 1.535 generi, oppure 22.750 specie e 1.530 generi secondo altre fonti (una delle checklist più aggiornata elenca fino a 1.679 generi). La famiglia attualmente (2021) è divisa in 16 sottofamiglie.

### Filogenesi
Il genere di questa voce appartiene alla sottotribù Crepidinae della tribù Cichorieae (unica tribù della sottofamiglia Cichorioideae). In base ai dati filogenetici la sottofamiglia Cichorioideae è il terz'ultimo gruppo che si è separato dal nucleo delle Asteraceae (gli ultimi due sono Corymbioideae e Asteroideae). La sottotribù Crepidinae fa parte del "quarto" clade della tribù; in questo clade è in posizione "centrale" vicina alle sottotribù Chondrillinae e Hypochaeridinae.
I caratteri più distintivi per questa sottotribù (e quindi per i suoi generi) sono:
- in queste piante non sono presenti i peli piccoli, morbidi e ramificati;
- le brattee involucrali sono disposte in due serie ineguali;
- i capolini contengono molti fiori;
- le setole del pappo non sono fragili;
- gli acheni alla base sono poco compressi.

La sottotribù è divisa in due gruppi principali uno a predominanza asiatica e l'altro di origine mediterranea/euroasiatica. Da un punto di vista filogenetico, all'interno della sottotribù, sono stati individuati 5 subcladi. Il genere di questa voce appartiene al subclade denominato "Ixeris-Ixeridium-Taraxacum clade". Questo subclade, nell'ambito della sottotribù, occupa una posizione vicina al "core" della sottotribù ed è inserito in una politomia formata dai subcladi Garhadiolus-Heteracia e Dubyaea-Nabalus-Soroseris-Syncalathium.
Nel clade Ixeris-Ixeridium-Taraxacum i primi due generi (Ixeris e Ixeridium) formano un "gruppo fratello", mentre il grande genere Taraxacum è in posizione "basale". In posizione intermedia, questo clade include anche il genere Askellia. I dati relativi a questo genere, derivato dalla dell'ex Crepis sez. Ixeridopsis Babcock, 1947, e corroborato da analisi morfologiche, carpologiche, e filogenetiche molecolari, sono ancora incerti; in altre analisi, invece,Askellia appare come "fratello" di una sezione di "Crepis". Tuttavia, Askellia ha gli acheni affusolati e un numero cromosomico di base di x = 7 (altrimenti non presente in Crepis). Differisce anche dal genere Youngia (in passato alcune sue specie erano descritte all'interno di questo genere) in quanto gli acheni di quest'ultimo (Youngia) sono compressi e angolati e il numero di cromosomi è x = 8. Inoltre nessuna analisi molecolare ha rivelato un'affinità con Youngia. [La precedente configurazione filogenetica è basata sull'analisi di alcune particolari regioni (nrITS) del DNA; analisi su altre regioni (DNA del plastidio) possono dare dei risultati lievemente diversi.]
I caratteri distintivi per le specie del genere di questa voce sono:
- il portamento delle specie è rosulato;
- le foglie sono quasi sempre intere;
- le infiorescenze sono pauciflore e snelle.

Il numero cromosomico della specie è: 2n = 14.

### Elenco delle specie
Questo genere ha 10 specie:
- Askellia alaica (Krasch.) W.A.Weber
- Askellia elegans  (Hook.) W.A.Weber
- Askellia flexuosa  (Ledeb.) W.A.Weber
- Askellia jacutica  (Lomon.) Sennikov
- Askellia karelinii  (Popov & Schischk.) W.A.Weber
- Askellia lactea  (Lipsch.) W.A.Weber
- Askellia naniformis  (Babc.) Sennikov
- Askellia pseudonaniformis  (C.Shih) Sennikov
- Askellia pygmaea  (Ledeb.) Sennikov
- Askellia sogdiana  (Krasch.) W.A.Weber